# 27. říjen
27. říjen je 300. den roku podle gregoriánského kalendáře (301. v přestupném roce). Do konce roku zbývá 65 dní.

## Události

### Česko
- 1108 – Kníže Svatopluk přikázal vyvraždit Vršovce kvůli jejich údajné kolaboraci s Poláky.
- 1439 – Král Albrecht II. Habsburský zemřel po roce vládnutí. V zemích Koruny české nastalo bezvládí
- 1929 – Uskutečnily se předčasné volby do parlamentu Československé republiky. Největší počet hlasů získala Republikánská (agrární) strana (15,0 %), KSČ klesla (10,2 %) na čtvrté místo za sociální demokraty (13,0 %) a národní socialisty (10,4 %).
- 1935 – V Brně byla zahájena monumentální výstava Gotické umění na Moravě a ve Slezsku.
- 1945 – Vyšel poslední z 98 Benešových dekretů, prezidentských dekretů vydaných za 2. světové války a v prvních poválečných měsících, podepsaných prezidentem Benešem.
- 1968 – Národní shromáždění schválilo Ústavní zákon o Československé federaci č. 143/1968 Sb., který přeměnil do té doby unitární stát ve federaci skládající se z České socialistické republiky a Slovenské socialistické republiky. Platnost zákona byla stanovena na 1. ledna 1969.
- 1975 – V Mostě byl při záchranných pracích po kolejích přesunut kostel Nanebevzetí Panny Marie o 841 metrů.

### Svět
- 1553 – V Ženevě byl protestanty jako kacíř upálen španělský teolog a lékař Michael Servetus.
- 1676 – Polsko a Turecko podepsali v Žuravně mírovou smlouvu, která ukončila čtvrtou polsko-tureckou válku.
- 1682 – Angličan William Penn založil Město bratrské lásky – Filadelfie ve státě Pensylvánie.
- 1904 – Otevřena první linka podzemní dráhy v New Yorku.
- 1907 – V Černové u Ružomberku bylo zastřeleno 15 demonstrantů při protestech před svěcením místního kostela.
- 1918 – Andrássyho nóta: Rakousko-Uhersko přistoupilo na podmínky prezidenta Wilsona, včetně práva na sebeurčení pro národy c. a k. monarchie.
- 1924 – Uzbekistán se stal součástí SSSR
- 1944 – Slovenské národní povstání: německé jednotky obsadily Banskou Bystrici, povstalci byli zatlačeni do hor.
- 1962 – Na vrcholu kubánské krize stály obě velmoci na konfrontačních stanoviscích a hrozil jaderný konflikt. Prezident Kennedy prohlásil, že jeho snaha o mírové řešení končí a dal Sovětskému svazu jasné ultimátum, požadující stažení sovětských raket do 48 hodin.
- 1971 – Demokratická republika Kongo byla přejmenována na Zair.
- 1986 – Pod vedením Jana Pavla II. se konalo první mezináboženské setkání v Assisi.
- 1991 – Turkmenistán získal nezávislost na Sovětském svazu.
- 1995 – V košických Východoslovenských železárnách došlo k výbuchu při práci na potrubí. Následný únik oxidu uhelnatého vedl k úmrtí 11 lidí a doživotním následkům u vícera postižených.
- 2018 – Střelec zavraždil devět osob během šábesové bohoslužby v Pittsburghu

## Narození
Viz též Kategorie:Narození 27. října — automatický abecedně řazený seznam.

### Česko

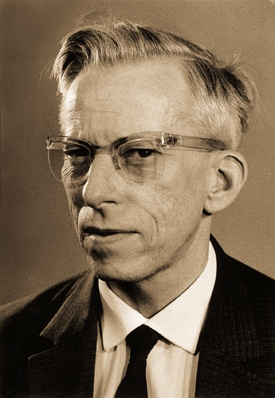
Otto Wichterle (* 1913)

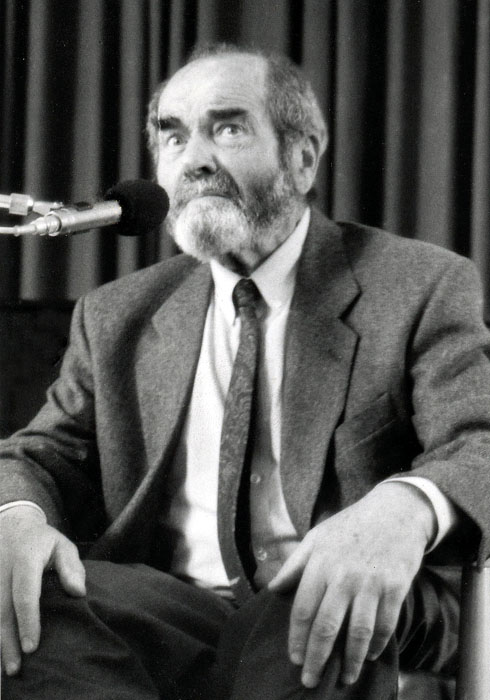
Pavel Tigrid (* 1917)

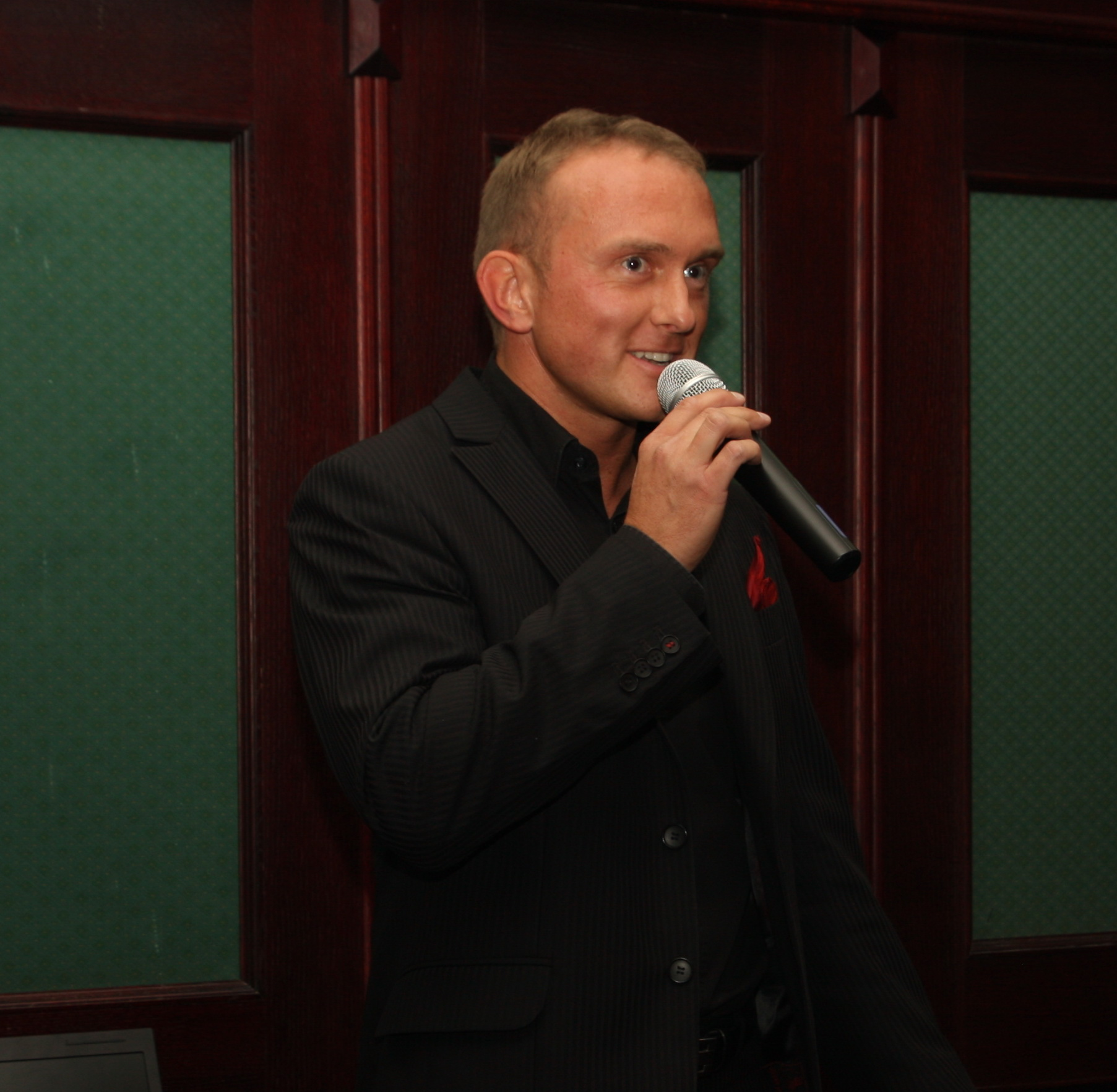
Vladimír Kruliš (* 1981)

- 1840 – Karel Bulíř, učitel a redaktor († 1. ledna 1917)
- 1845 – Josef Václav Sládek, spisovatel († 28. června 1912)
- 1848 – Josef von Pop, předlitavský státní úředník a politik († 20. července 1917)
- 1850 – Josef Adel Wünsch, varhaník a skladatel († 18. srpna 1941)
- 1852 – Jan Lier, novinář, spisovatel a kritik († 2. června 1917)
- 1862 – Hubert Gordon Schauer, spisovatel, literární kritik a publicista († 26. července 1892)
- 1864 – Šimon Bárta, katolický duchovní, filosof a teolog († 2. května 1940)
- 1882 – Leopold Koubek, geodet a politik († 4. července 1961)
- 1883 – František Xaver Boštík, básník, spisovatel a fotograf († 12. února 1964)
- 1894 – Anna Ticho, izraelská malířka českého původu († 1. března 1980)
- 1895 – Antonín Balatka, dirigent a skladatel († 25. června 1958)
- 1896 – Emil Weiland, politik, oběť komunismu († ?)
- 1898 – František Běhounek, fyzik a spisovatel († 1. ledna 1973)
- 1908 – Stanislav Šturz, malíř († 16. března 2001)
- 1910 – Osvald Závodský, velitel komunistické Státní bezpečnosti († 19. března 1954)
- 1912 – Frank Towen, tanečník a choreograf († 27. prosince 1991)
- 1913
  - metropolita Dorotej, pražský pravoslavný arcibiskup († 30. prosince 1999)
  - Otto Wichterle, chemik, vynálezce kontaktních čoček († 18. srpna 1998)
- 1917 – Pavel Tigrid, novinář († 31. srpna 2003)
- 1921 – Oldřich Černík, československý premiér († 19. října 1994)
- 1923 – Karel Ludikovský, archeolog († 3. června 1979)
- 1927 – Jiří Matys, skladatel a hudební pedagog († 10. října 2016)
- 1928
  - Milan Švankmajer, historik († 25. června 2003)
  - Vladimír Justl, literární historik a divadelní vědec († 18. června 2010)
  - Miroslav Filip, šachový velmistr a publicista († 27. dubna 2009)
- 1930
  - Jaroslav Valenta, historik († 23. února 2004)
  - Rudolf Karas, houslista a skladatel († 1977)
- 1932 – Zdeněk Ziegler, typograf, grafický designér, pedagog († 18. dubna 2023)
- 1936 – Milan Jirásek, lékař, předseda Českého olympijského výboru
- 1948 – Pavel Zatloukal, historik umění
- 1950
  - Petr Cibulka, aktivista
  - Pavel Brunclík, fotograf
- 1951 – Helena Vanišová, výtvarná umělkyně
- 1959 – Pavel Kikinčuk, herec
- 1977 – Jiří Jarošík, fotbalista
- 1980
  - Ondřej Bank, alpský lyžař
  - Václav Noid Bárta, rockový zpěvák, hudební skladatel a textař
- 1981 – Vladimír Kruliš, ředitel Protokolu Kanceláře prezidenta republiky
- 1985 – Daniel Kolář, fotbalista
- 1987
  - Michal Bárta, hokejista
  - Aneta Vignerová, modelka
- 1992 – Karolína Erbanová, rychlobruslařka
- 2003 – Kristýna Zemanová, cyklokrosařka

### Svět

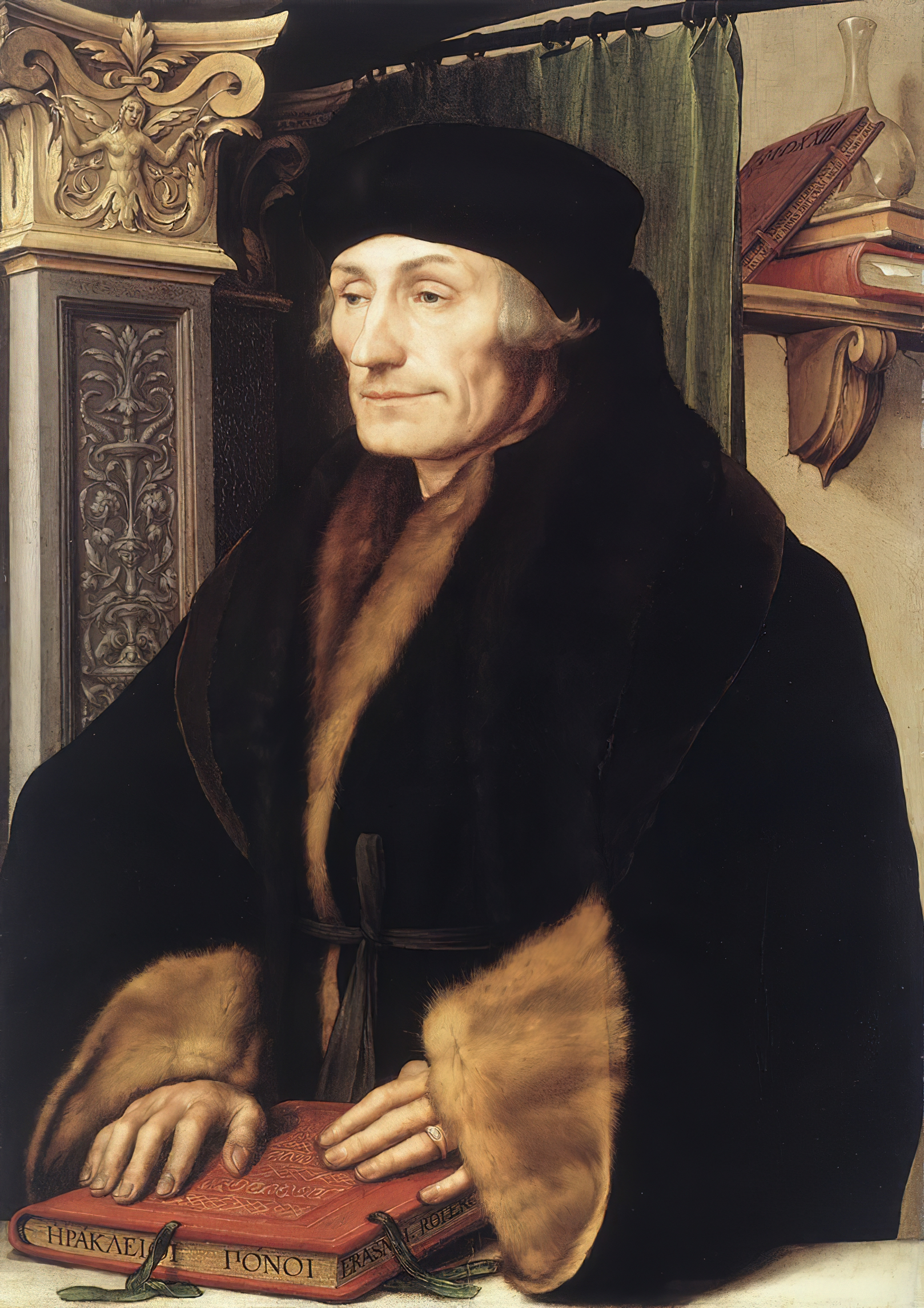
Erasmus Rotterdamský (* 1466)

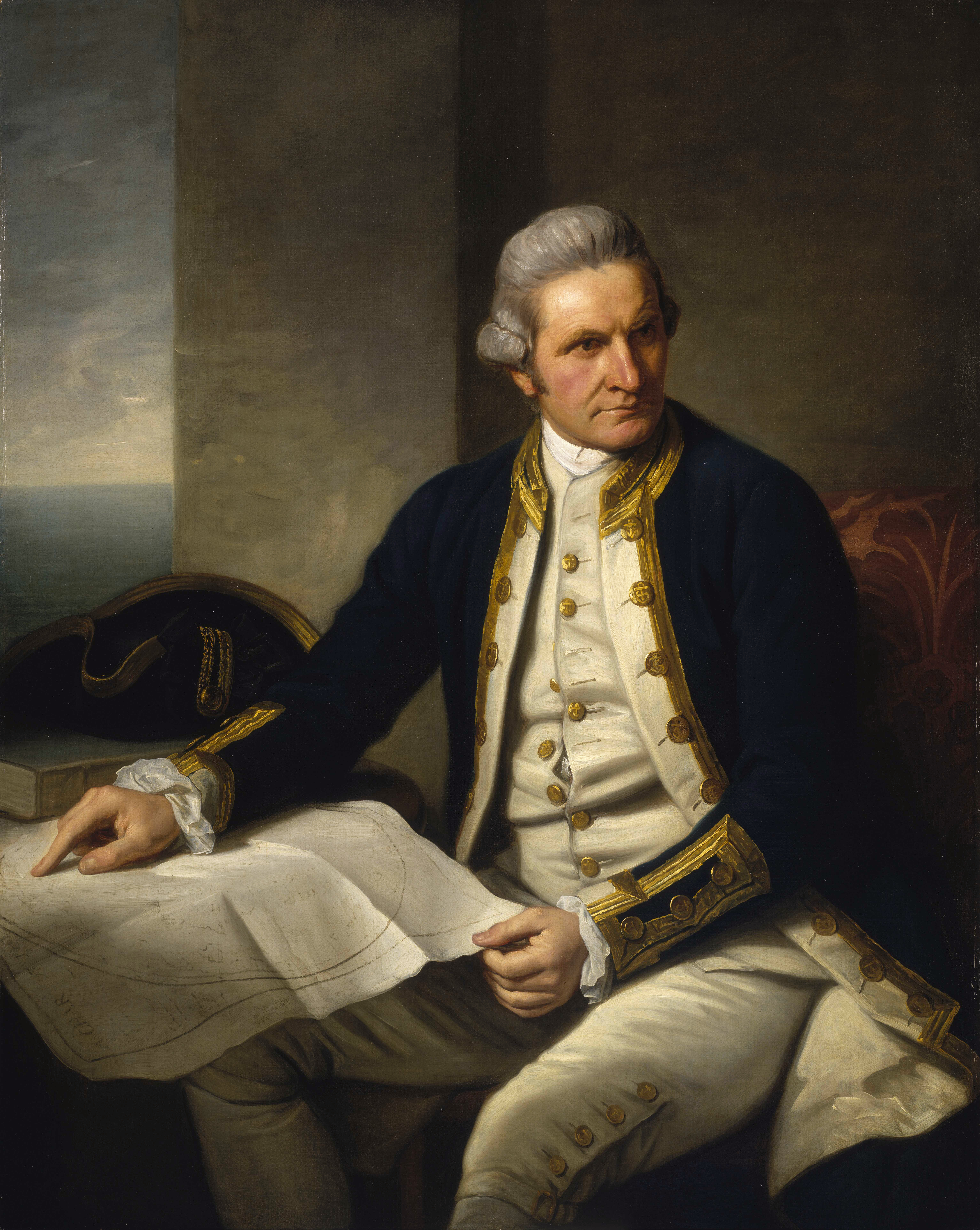
James Cook (* 1728)

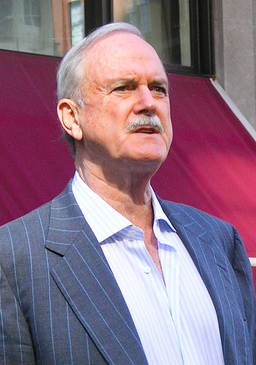
John Cleese (* 1939)

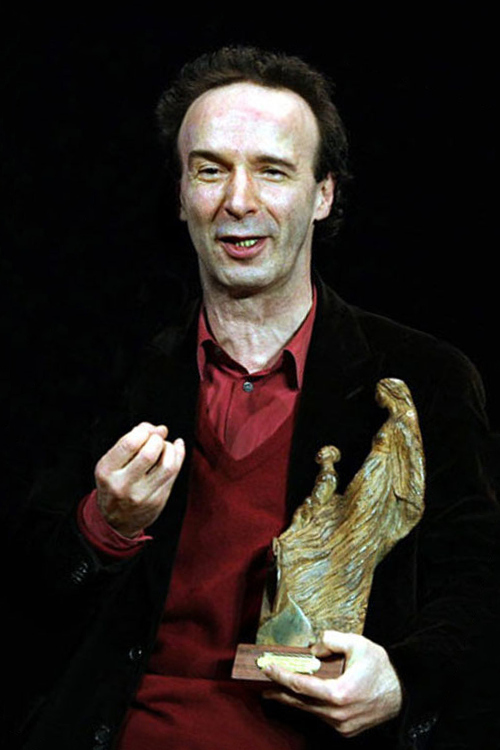
Roberto Benigni (* 1952)

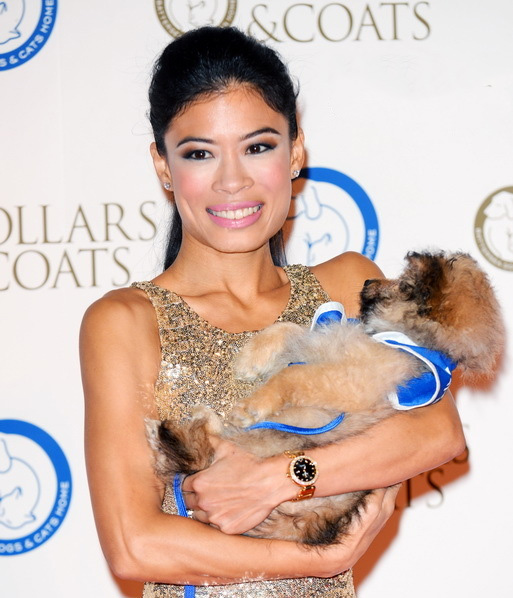
Vanessa-Mae (* 1978)

- 1156 – Raimond VI. z Toulouse, syn toulouského hraběte Raimonda V. († 2. srpna 1222)
- 1381 – Alžběta Falcká, manželka Fridricha IV. Habsburského († 31. prosince 1408)
- 1466 – Erasmus Rotterdamský, holandský myslitel, augustiniánský mnich, představitel zaalpské renesance a humanismu († 1536)
- 1661 – Fjodor Matvejevič Apraxin, ruský admirál († 10. listopadu 1728)
- 1728 – James Cook, britský námořní kapitán a objevitel († 14. února 1779)
- 1736 – James Macpherson, skotský básník a politik († 17. února 1796)
- 1745 – Maxim Sozontovič Berezovskij, ruský hudební skladatel ukrajinského původu († 9. dubna 1777)
- 1754 – Charlotte Cavendishová, markýza z Hartingtonu, anglická šlechtična († 8. prosince 1754)
- 1759 – Ferenc Kazinczy, maďarský šlechtic a jazykovědec († 23. srpna 1831)
- 1763 – William Maclure, skotský geolog, učenec a filantrop († 23. března 1840)
- 1765 – Nancy Storaceová, anglická operní zpěvačka († 24. srpna 1817)
- 1771 – Johann Christian Wilhelm Augusti, německý evangelický teolog, archeolog a orientalista († 28. dubna 1841)
- 1782 – Niccolò Paganini, italský houslový virtuóz a skladatel († 27. května 1840)
- 1809 – Petr Donders, holandský misionář v Surinamu († 14. ledna 1886)
- 1811 – Isaac Merritt Singer, americký vynálezce († 23. července 1875)
- 1815 – Friedrich Karl Wunder, německý litograf a fotograf († 30. prosince 1893)
- 1835 – John Poyntz Spencer, 5. hrabě Spencer, britský státník a šlechtic († 13. srpna 1910)
- 1842 – Giovanni Giolitti, italský politik († 17. července 1928)
- 1844 – Klas Pontus Arnoldson, švédský spisovatel, nositel Nobelovy cenu míru († 20. února 1916)
- 1855 – Ivan Vladimirovič Mičurin, ruský šlechtitel a ovocnář († 7. června 1935)
- 1858
  - Valdemar Dánský, dánský princ († 14. ledna 1939)
  - Theodore Roosevelt, americký prezident, nositel Nobelovy ceny († 6. ledna 1919)
- 1875 – Danilo Kalafatović, vrchní velitel jugoslávských vojsk († 1946)
- 1883 – Ivan Pregelj, slovinský spisovatel († 21. ledna 1960)
- 1887 – Arvo Henrik Ylppö, finský pediatr († 27. ledna 1992)
- 1891 – Paul Grüninger, švýcarský policejní důstojník, nositel titulu Spravedlivý mezi národy († 22. února 1972)
- 1900 – Lidija Andrejevna Ruslanova, ruská zpěvačka lidových písní († 21. září 1973)
- 1907 – Helmut Walcha, německý varhaník a cembalista († 11. srpna 1991)
- 1908 – Lee Krasnerová, americká malířka († 19. června 1984)
- 1914
  - Dylan Thomas, britský básník a spisovatel († 9. listopadu 1953)
  - Eluned Phillips, velšská básnířka († 10. ledna 2009)
  - Hermann Geiger, švýcarský horský pilot a záchranář († 26. srpna 1966)
- 1916 – Kazimierz Brandys, polský spisovatel a scenárista († 11. března 2000)
- 1918 – Teresa Wrightová, americká herečka († 6. března 2005)
- 1919 – Roscoe Howells, velšský spisovatel, historik a novinář († 13. ledna 2014)
- 1922
  - Carlos Andrés Pérez, venezuelský prezident († 25. prosince 2010)
  - Michel Galabru, francouzský herec († 4. ledna 2016)
  - Ruby Dee, americká herečka († 11. června 2014)
- 1923 – Roy Lichtenstein, americký sochař a malíř († 29. září 1997)
- 1924 – Šimon Ondruš, slovenský jazykovědec, slavista, slovakista, indoeuropeista, etymolog, paleoslovenista a pedagog († 2011)
- 1925 – Warren Christopher, americký politik († 18. března 2011)
- 1927
  - Júlio Duarte Langa, mosambický kardinál
  - Bernard Parmegiani, francouzský skladatel († 21. listopadu 2013)
- 1932
  - Sylvia Plathová, americká spisovatelka († 11. února 1963)
  - Jean-Pierre Cassel, francouzský divadelní a filmový herec († 18. dubna 2007)
  - Harry Gregg, severoirský fotbalový brankář († 16. února 2020)
- 1933 – Valentin Borejko, sovětský veslař, olympijský vítěz († 27. prosince 2012)
- 1934 – Barre Phillips, americký jazzový kontrabasista
- 1939 – John Cleese, britský herec a komik, jeden z šesti členů komediální skupiny Monty Python
- 1940
  - Maxine Hong Kingstonová, americká spisovatelka čínského původu
  - Šahnáz Pahlaví, íránská princezna
- 1943 – Michel Ocelot, francouzský režisér animovaných filmů
- 1944 – Piet Oudolf, nizozemský zahradní architekt, školkař a spisovatel
- 1945 – Luiz Inácio Lula da Silva, prezident Brazílie
- 1946
  - Michael Hossack, americký rockový bubeník, člen skupiny The Doobie Brothers († 12. března 2012)
  - Ivan Reitman, americký režisér, producent a scenárista († 12. února 2022)
  - Terry Hart,  americký vojenský pilot a astronaut
- 1947 – Gunter Demnig, německý umělec
- 1950
  - Michael John Morwood, australský archeolog a antropolog († 23. července 2013)
  - Július Šupler, slovenský hokejový trenér
- 1951 – K. K. Downing, kytarista britské heavymetalové skupiny Judas Priest
- 1952
  - Roberto Benigni, italský herec a režisér
  - Francis Fukuyama, americký spisovatel, politolog a filosof
  - Topi Sorsakoski, finský zpěvák († 13. srpna 2011)
  - Brigitte Engerer, francouzská klavíristka († 23. června 2012)
- 1953 – Robert Picardo, americký herec
- 1954 – Mike Kelley, americký výtvarník († 31. ledna 2012)
- 1957 – Glenn Hoddle, anglický fotbalista a fotbalový manažer
- 1958 – Manu Katché, francouzský jazzový a rockový bubeník
- 1963 – Aleksander Szczygło, polský politik († 10. dubna 2010)
- 1965 – Oleg Kotov, ruský kosmonaut
- 1969 – Anita Oranžsko-Nasavská, členka nizozemské královské rodiny
- 1970 – Karl Backman, švédský kytarista, zpěvák a malíř
- 1972 – Maria Mutolaová, mosambická atletka, běžkyně
- 1975 – Aron Ralston, americký horolezec
- 1977 – Altinaï Petrović-Njegoš, francouzská herečka a rozená černohorská princezna
- 1978 – Vanessa-Mae, britská popová a klasická houslová virtuozka
- 1981 – Volkan Demirel, turecký fotbalový brankář
- 1982 – Dorota Nvotová, slovenská herečka a zpěvačka
- 1984 – Kelly Osbourne, britská zpěvačka
- 1988 – Brady Ellison, americký lukostřelec
- 1989 – Mia Kilburgová-Manganellová, americká rychlobruslařka
- 1992
  - Stephan El Shaarawy, italský fotbalista
  - Brandon Saad, americký hokejista
- 1995 – Leon Draisaitl, německý hokejista
- 1997
  - Lonzo Ball, americký basketbalista
  - Alexander Erler, rakouský tenista

## Úmrtí
Viz též Kategorie:Úmrtí 27. října — automatický abecedně řazený seznam.

### Česko

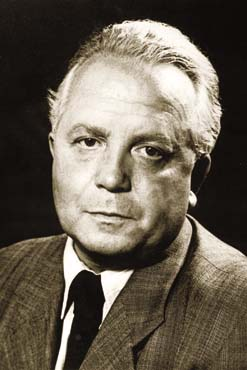
František Halas († 1949)

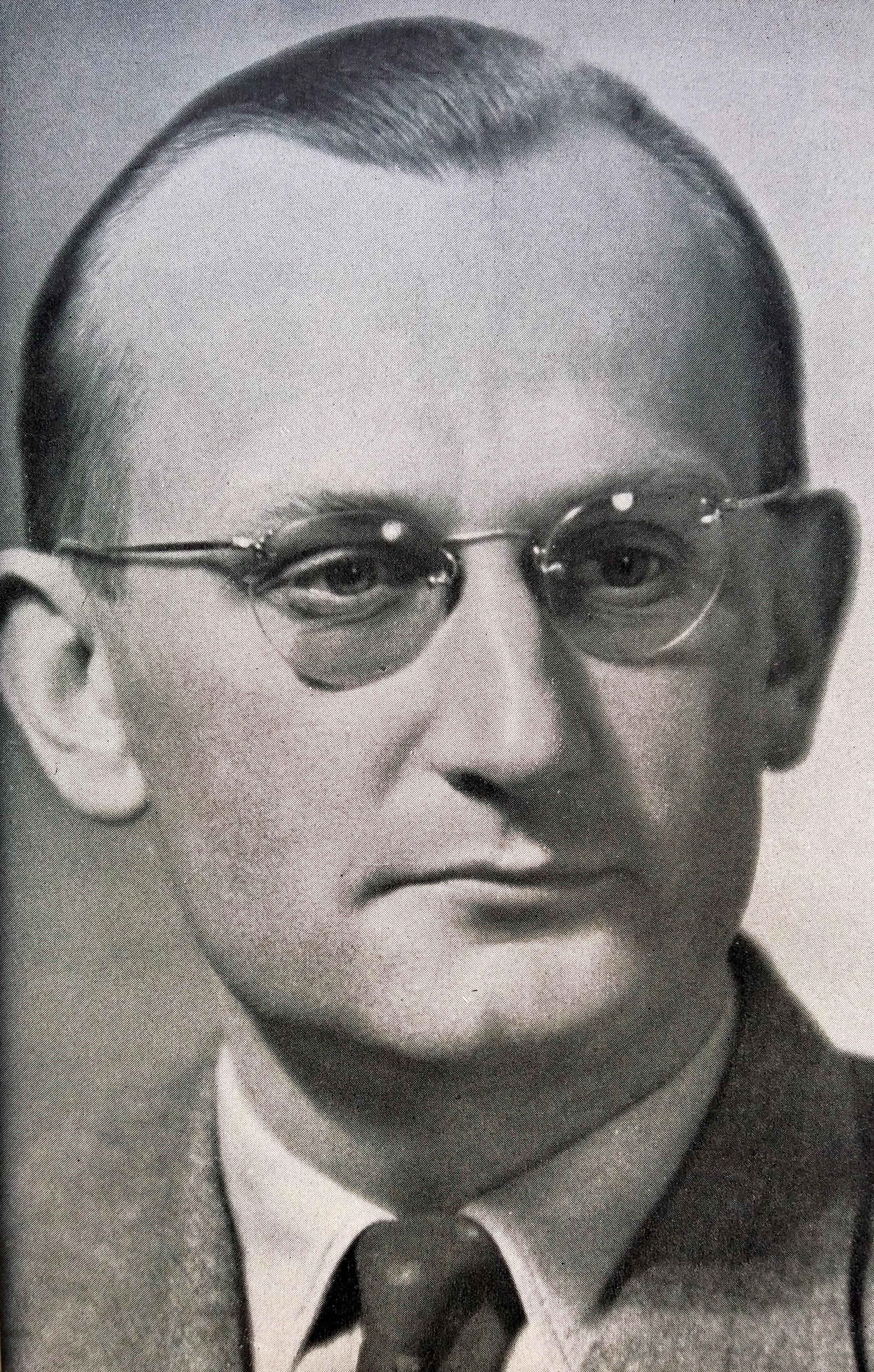
Jiří Frejka († 1952)

- 1607 – Pavel Litoměřický z Jizbice, renesanční spisovatel (* 16. srpna 1581)
- 1760 – Antonín Koniáš, kazatel, misionář a cenzor (* 13. února 1691)
- 1887
  - Ferdinand Urbánek, cukrovarník a organizátor kulturních spolků (* 19. května 1821)
  - Jiří Krouský, lektor těsnopisu (* 24. dubna 1812)
- 1888
  - Vilém Platzer, kněz a politik (* 23. června 1821)
  - Antonín F. M. Honsatko, obchodník, spisovatel, vlastenec a pražský měšťan (* 1801/1802)
- 1892
  - Antonín Gindely, historik (* 3. září 1829)
  - Josef Jan Evangelista Hais, katolický kněz a biskup královéhradecký (* 9. února 1829)
- 1908 – Josef Heinrich, poslanec Českého zemského sněmu a Říšské rady (* 19. března 1837)
- 1918 – Alois Epstein, lékař židovského původu (* 1. ledna 1849)
- 1921 – Anselm Heinzel, poslanec Českého zemského sněmu (* 19. února 1846)
- 1922 – Franz Martin Schindler, rakouský teolog a politik pocházející z Čech (* 25. ledna 1847)
- 1927 – Olga Stránská-Absolonová, spolková činovnice, novinářka, politička, spisovatelka, sufražetka a feministka (* 13. listopadu 1873)
- 1931 – Ludvík Čelanský, dirigent a hudební skladatel (* 17. července 1870)
- 1938
  - Rudolf Pánek, odborový funkcionář a politik (* 1872)
  - Rudolf Wünsch, politik a meziválečný poslanec (* 17. dubna 1891)
- 1942
  - Josef Jaroš, odbojář popravený nacisty (* 1. února 1879)
  - Jaroslav Skryja, učitel, sokolský činovník a odbojář, popraven nacisty (* 11. března 1895)
  - Antonín Slavík, ředitel brněnského rozhlasu, popraven nacisty (* 20. ledna 1893)
  - Jan Uher, člen protinacistického odboje, popraven nacisty (* 28. ledna 1891)
- 1944 – Tobias Jakobovits, knihovník pražské židovské obce, oběť holocaustu (* 23. listopadu 1887)
- 1949 – František Halas, básník (* 3. října 1901)
- 1950 – Hans Schwathe, moravský a rakouský sochař a medailér (* 28. května 1870)
- 1952 – Jiří Frejka, režisér a divadelní teoretik (* 6. dubna 1904)
- 1955 – Walther Langer, krasobruslař (* 1899)
- 1956 – Josef Cipr, moravský básník a epigramista (* 16. února 1881)
- 1957 – Kristina Ringlová, vizionářka mariánského zjevení v Suchém Dole (* 6. června 1878)
- 1958 – Barbara Schack, politička německé národnosti (* 20. září 1874)
- 1965 – Bedřich Jerie, evangelický farář a spisovatel (* 5. ledna 1885)
- 1966 – Přemysl Pražák, hudební kritik a publicista (* 19. března 1908)
- 1969 – Valentin Držkovic, malíř a grafik (* 10. února 1888)
- 1970 – Zdeněk Šimek, sochař a malíř (* 19. dubna 1927)
- 1971 – Karel Janoušek, legionář, odbojář, maršál britského letectva, oběť komunistického režimu (* 30. října 1893)
- 1973 – Václav Kůrka, spisovatel, soudce, redaktor a archivář (* 17. října 1902)
- 1978 – Jaroslav Kamarýt, akrobatický pilot a podplukovník československého letectva (* 7. dubna 1900)
- 1985 – Vilém Besser, herec (* 2. prosince 1930)
- 1992
  - Vladimír Hlavatý, herec (* 29. října 1905)
  - Ivan Andreadis, stolní tenista (* 3. dubna 1924)
  - Zlatko Červený, hokejový brankář a fotbalista (* 16. srpna 1920)
- 1994
  - Lubomír Skřivánek, sochař a malíř (* 17. ledna 1933)
  - Jiří Kovařík, akademický malíř (* 13. října 1932)
- 1990 – Jiří Bořek-Dohalský, právník, šlechtic z hraběcího rodu Dohalských (* 18. února 1914)
- 1992 – Josef Medřický, sportovní plavec (* 25. května 1908)
- 1994
  - Jan Muk, stavební inženýr, památkář a historik umění (* 8. května 1935)
  - Lubomír Skřivánek, sochař, malíř a profesor (* 17. ledna 1933)
- 1999 – Štěpánka Haničincová, herečka, scenáristka, dramaturgyně a televizní moderátorka (* 30. září 1931)
- 2000
  - Lída Baarová, herečka (* 7. září 1914)
  - Stanislav Sventek, hokejista (* 9. listopadu 1930)
- 2008
  - Terezie Blumová, hlasová pedagožka maďarského původu (* 30. října 1909)
  - Richard Jelínek, histolog, embryolog a anatom (* 8. října 1934)
- 2013 – František Hlavatý, fotbalista (* 11. února 1931)
- 2014 – Jiří Hanžl, básník (* 5. července 1951)
- 2016 – Lubomír Šilar, sochař a keramik (* 12. června 1932)
- 2017
  - Ladislav Kubík, česko-americký hudební skladatel (* 26. srpna 1946)
  - Milan Nápravník, spisovatel, redaktor, sochař a fotograf (* 28. května 1931)
- 2018 – Ladislav Müller, fotbalista (* 2. září 1925)
- 2019 – Josef Mixa, římskokatolický kněz (* 8. srpna 1925)
- 2020 – Daniel Kopál, moderátor (* 10. prosince 1970)
- 2021 – Arnošt Pazdera, fotbalista (* 16. září 1929)

### Svět

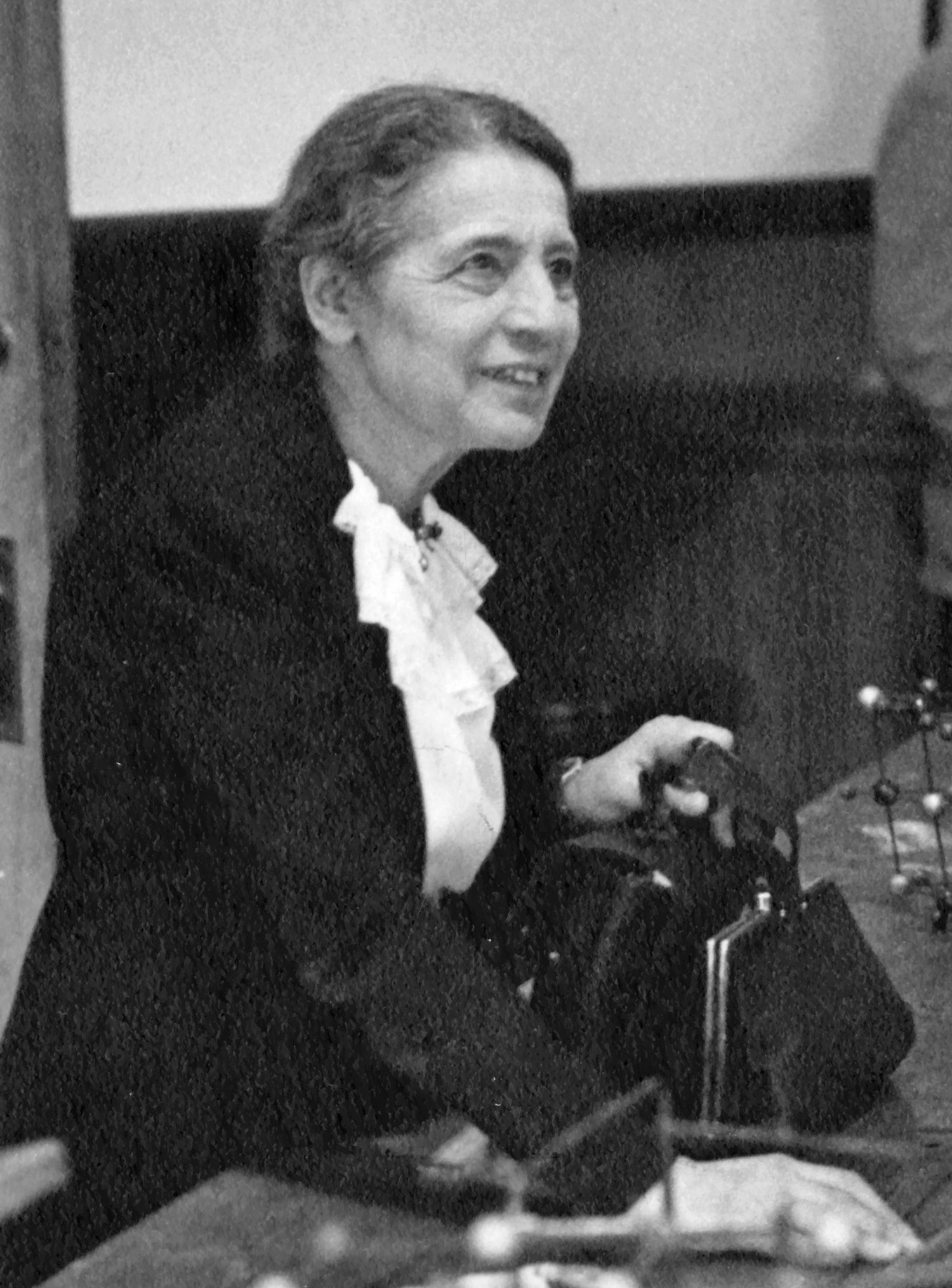
Lise Meitnerová († 1968)

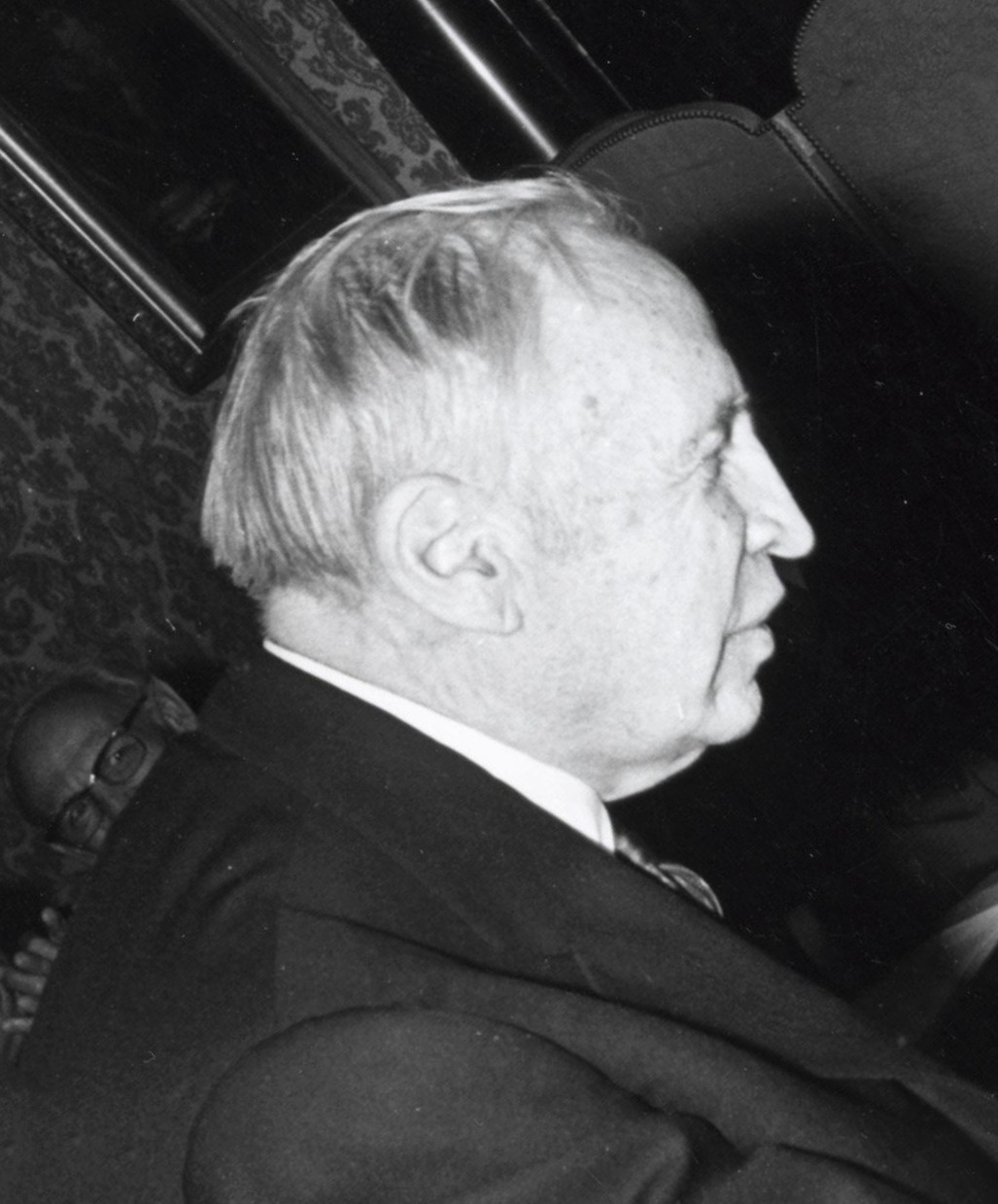
John Hasbrouck van Vleck († 1980)

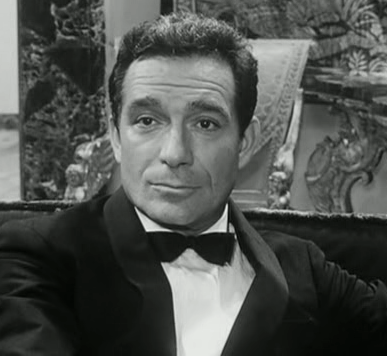
Ugo Tognazzi († 1990)

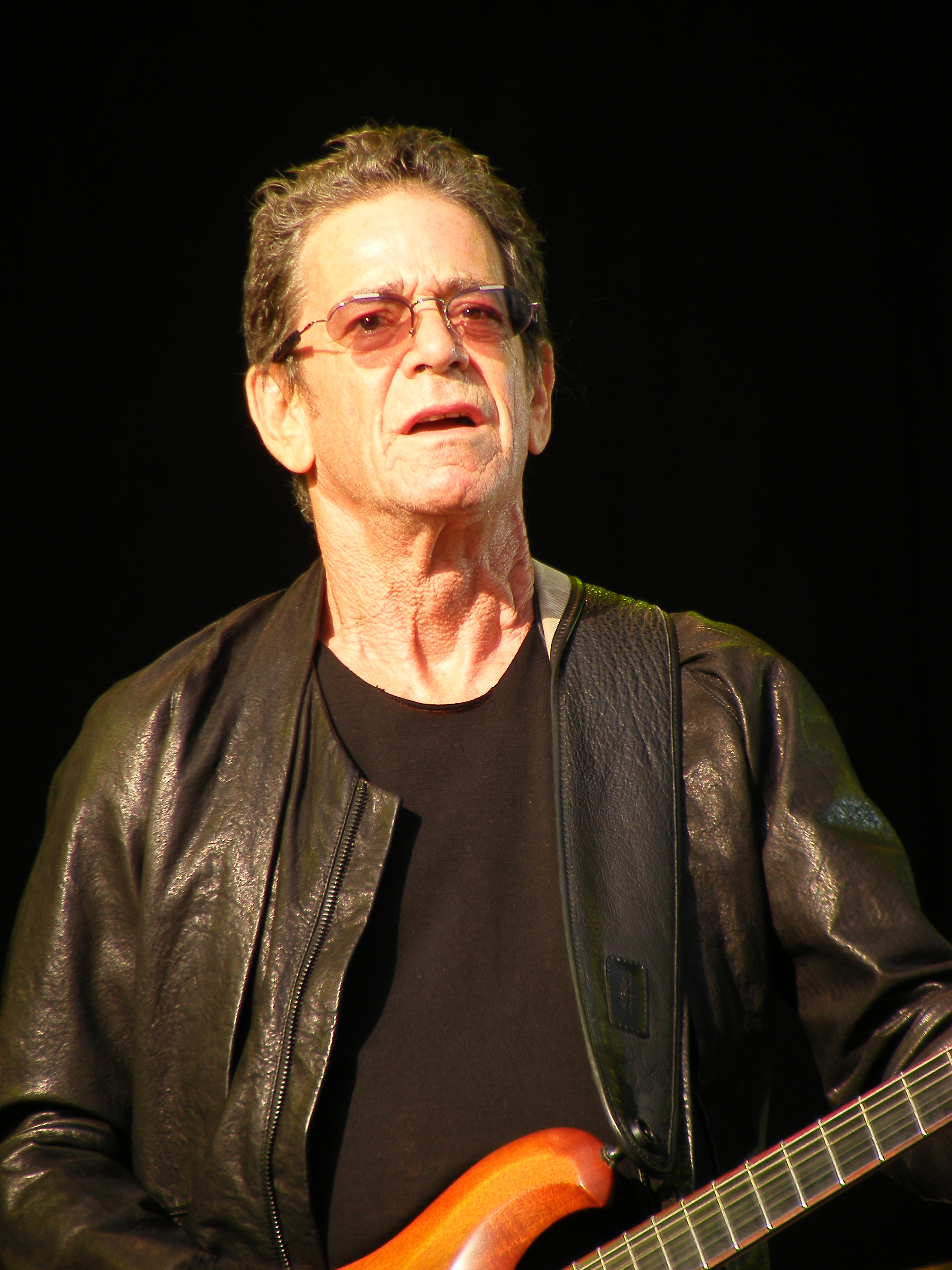
Lou Reed († 2013)

- 0939 – Ethelstan, anglický král (* kolem 895)
- 1187 – Urban III., 172. papež (* asi 1120)
- 1269 – Oldřich III. Korutanský, vévoda korutanský (* kolem 1220)
- 1272 – Hugo IV. Burgundský, burgundský vévoda a titulární král soluňského království (* 9. března 1213)
- 1303 – Beatrix Kastilská, portugalská královna jako manželka Alfonse III. (* 1242)
- 1312 – Jan II. Brabantský, brabantský, lothierský a limburský vévoda (* 27. září 1275)
- 1327 – Alžběta z Burgh, královna skotská jako manželka Roberta I. (* asi 1289)
- 1329 – Mahaut z Artois, burgundská hraběnka a hraběnka z Artois (* 1268)
- 1430 – Vytautas, velkokníže a král litevský (* cca 1350)
- 1439 – Albrecht II. Habsburský, uherský, český a německý král, rakouský vévoda (* 1397)
- 1449 – Ulugbek, mongolský vládce, matematik a astronom (* 1393/1394)
- 1485 – Rodolphus Agricola, holandský filozof, renesanční humanista (* 28. srpna 1443)
- 1505 – Ivan III., velkokníže moskevský a vší Rusi (* 22. ledna 1440)
- 1527 – Johann Froben, tiskař a vydavatel působící v Basileji (* 1460)
- 1553 – Michael Servetus, španělský teolog, humanista, lékař a kartograf (* 1511)
- 1605 – Akbar Veliký, indický panovník (* 15. října 1542)
- 1616 – Johann Richter, německý matematik, astronom (* 1537)
- 1700 – Armand Jean Le Bouthillier de Rancé, francouzský konvertita, zakladatel řádu trapistů, autor polemických spisů a duchovních děl (* 9. ledna 1626)
- 1706 – Arsenije III. Crnojević, srbský patriarcha (* 1633)
- 1843 – Edward Finch, britský generál a politik (* 26. dubna 1756)
- 1845 – Jean Charles Athanase Peltier, francouzský fyzik (* 22. února 1785)
- 1846 – Louis-Auguste-Victor de Ghaisnes de Bourmont, francouzský politik a maršál (* 2. září 1773)
- 1847 – Alexandre Deschapelles, francouzský šachista (* 7. března 1780)
- 1859 – Ernst Friedrich Apelt, německý filozof a matematik (* 3. března 1812)
- 1868
  - Alexandre Colonna-Walewski, francouzský politik (* 4. května 1810)
  - Harriet Sutherland-Leveson-Gower, vévodkyně ze Sutherlandu, britská šlechtična (* 21. května 1806)
- 1883 – Louis Breguet, francouzský hodinář, fyzik a vynálezce (* 22. prosince 1804)
- 1887 – Karl Friedrich Ludwig Goedeke, německý spisovatel (* 15. dubna 1814)
- 1893 – Artur Gołuchowski, rakouský politik polské národnosti (* 1. července 1808)
- 1894 – Alphons Czibulka, rakousko-uherský vojenský kapelník (* 14. května 1842)
- 1897
  - Marie Adelaida z Cambridge, členka britské královské rodiny (* 27. listopadu 1833)
  - Ferdinand Hompesch-Bollheim, rakouský šlechtic a politik (* 15. ledna 1843)
- 1900 – Gustav Suttner, rakouský politik (* 4. září 1826)
- 1906 – Włodzimierz Spasowicz, polský literární kritik, novinář a právník (* 16. ledna 1829)
- 1916 – Adolph Lønborg, dánský fotograf (* 5. září 1835)
- 1917 – Marie Luisa Toskánská, rakouská arcivévodkyně, toskánská princezna (* 31. října 1845)
- 1918 – Alexandr Protopopov, poslední ministr vnitra Ruského impéria (* 16. prosince 1866)
- 1921 – Jen Fu, čínský učenec a překladatel (* 8. ledna 1854)
- 1922 – Franz Martin Schindler, rakouský duchovní, morální teolog a politik (* 25. ledna 1847)
- 1929 – Georg von der Marwitz, pruský generál kavalérie (* 7. července 1856)
- 1934 – Alfred Schirokauer, německý právník, spisovatel, scenárista a filmový režisér (* 13. června 1880)
- 1938 – Lascelles Abercrombie, anglický básník a kritik filozofie (* 9. ledna 1881)
- 1940 – Augustyn Łukosz, aktivista za polskou menšinu v Česku, oběť holocaustu (* 17. srpna 1884)
- 1953
  - Eduard Künneke, německý operetní skladatel (* 27. ledna 1885)
  - Zdzisław Jachimecki, polský hudební historik a skladatel (* 7. července 1882)
- 1954 – Franco Alfano, italský hudební skladatel (* 8. března 1875)
- 1957
  - Gianni Caproni, italský letecký inženýr (* 3. července 1886)
  - Štefan Príboj, maďarsko-slovenský fotbalista (* 2. května 1894)
- 1958
  - Gustav Gräser, rakousko-německý malíř a básník (* 16. února 1879)
  - Josef Klausner, židovský historik a politik (* 20. srpna 1874)
- 1963 – Berthold Bádenský, hlava německého šlechtického rodu Zähringů (* 24. února 1906)
- 1964
  - Fred Herko, americký tanečník (* 23. února 1936)
  - Rudolph Maté, americký filmový režisér a kameraman (* 21. ledna 1898)
- 1967 – Fritz ter Meer, německý chemik, nacista a válečný zločinec (* 4. června 1884)
- 1968 – Lise Meitnerová, rakouská jaderná fyzička (* 7. listopadu 1878)
- 1972 – Ján Mazúr, slovenský komunistický politik (* 17. srpna 1902)

- 1974
- Ljudmila Pavličenková, nejúspěšnější ukrajinská odstřelovačka všech dob (* 12. července 1916)
- Rudolf Dassler, německý podnikatel, zakladatel firmy Puma (* 26. března 1898)

- 1975
  - Rex Stout, americký spisovatel (* 1. prosince 1886)
  - Peregrino Anselmo, uruguayský fotbalista (* 30. dubna 1902)
  - Oliver Nelson, americký saxofonista (* 4. června 1932)
- 1977 – James M. Cain, americký spisovatel a novinář (* 1. července 1892)
- 1979
  - Charles Coughlin, americký katolický kněz (* 25. října 1891)
  - Germaine Lubin, francouzská sopranistka (* 1. února 1890)
- 1980
  - Steve Peregrin Took, anglický hudebník (* 28. července 1949)
  - John Hasbrouck van Vleck, americký fyzik, Nobelova cena za fyziku 1977 (* 13. března 1899)
- 1981
  - Anders Knutsson Ångström, švédský fyzik (* 28. února 1888)
  - Nico Dostal, rakouský hudební skladatel (* 27. listopadu 1895)
- 1987 – Peter Pálffy, rakouský umělec, malíř a grafik pocházející z rodu Pálffyů (* 10. září 1899)
- 1988
  - Curt Herzstack, rakouský inženýr (* 26. červen 1902)
  - Micha'el Reisser, izraelský politik (* 26. dubna 1946)
- 1990
  - Žofie z Hohenbergu, dcera Františka Ferdinanda d'Este (* 24. července 1901)
  - Ugo Tognazzi, italský filmový, televizní a divadelní herec, režisér a scenárista (* 1922)
  - Jacques Demy, francouzský režisér a scenárista (* 5. června 1931)
- 1991 – Andrzej Panufnik, polský hudební skladatel a dirigent (* 24. září 1914)
- 1992 – David Bohm, britský fyzik (* 20. prosince 1917)
- 1999
  - Rafael Alberti, španělský spisovatel (* 1902)
  - Charlotte Perriand, francouzská architektka a designérka (* 24. října 1903)
  - Vazgen Sarkisjan, arménský vojenský velitel a politik (* 5. března 1959)
- 2000 – Walter Berry, rakouský operní pěvec (* 8. dubna 1929)
- 2003 – Rod Roddy, americký herec (* 28. září 1937)
- 2005 – Jozef Bomba, slovenský fotbalista (* 30. března 1939)
- 2006 – Albrecht von Goertz, německý designer (* 12. ledna 1914)
- 2008 – Heinz Krügel, německý fotbalista (* 24. dubna 1921)
- 2009 – August Coppola, americký spisovatel a pedagog (* 16. února 1934)
- 2010 – Néstor Kirchner, argentinský politik a prezident (* 25. února 1950)
- 2011 – Radomir Konstantinović, srbský spisovatel (* 27. března 1928)
- 2012 – Hans Werner Henze, německý hudební skladatel (* 1. července 1926)
- 2013
  - Lou Reed, americký kytarista a zpěvák (* 2. března 1942)
  - Viliam Belas, slovenský hokejista (* 6. listopadu 1963)
  - Olga Gyarmatiová, maďarská atletka a olympijská vítězka (* 5. října 1924)
- 2014
  - Daniel Boulanger, francouzský herec, spisovatel, básník a dramatik (* 24. ledna 1922)
  - Reidar Sundby, norský fotbalista (* 17. října 1926)
- 2016
  - Elda Grin, arménská psycholožka a spisovatelka (* 10. března 1928)
  - Bobby Wellins, skotský jazzový saxofonista (* 24. ledna 1936)
- 2017 – Katalin Szőkeová, maďarská plavkyně (* 17. srpna 1935)
- 2018
  - Vičaj Srivadtanaprapcha, thajský miliardář, majitel fotbalového týmu Leicester City FC (* 4. dubna 1958)
  - Lev Rossošik, ruský sportovní novinář (* 21. prosince 1946)
- 2019 – Vladimir Bukovskij, ruský politický aktivista a spisovatel (* 30. prosince 1942)
- 2021
  - Bernd Nickel, německý fotbalista (* 15. března 1949)
  - Peter Zelinka, slovenský biatlonista (* 1. března 1957)
- 2023 – Li Kche-čchiang, čínský politik (* 1. července 1955)

## Svátky

### Česko
- Šarlota, Zoe
- Sabina, Sabrina
- Zoja, Zosim

Katolický kalendář
- Svatý Frumentius

### Svět
- UNESCO: Světový den audiovizuálního dědictví[1]
- Turkmenistán: Den nezávislosti (na SSSR, 1991)
- Svatý Vincenc a Grenadiny: Den nezávislosti (na Británii, 1979)
- Slovensko: Den tragédie v Černové
- Řecko: Den vlajky
- USA: Den námořnictva